# Liste der Mitglieder der luxemburgischen Abgeordnetenkammer (2018–2023)
Diese Liste gibt einen Überblick über alle Mitglieder der luxemburgischen Abgeordnetenkammer der Mandatsperiode, die auf die Kammerwahl 2018 folgte und die voraussichtlich 2023 enden wird.

## Übersicht

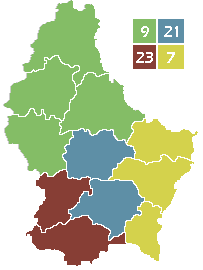
Wahlbezirke und Anzahl der Sitze

Das Land ist in vier Wahlbezirke aufgeteilt, bei denen jeweils mehrere Sitze zu vergeben waren und deren Anzahl sich nach der Bevölkerungszahl richtet. Von den zehn Parteien, die zur Wahl antraten, konnten sieben Mandate erzielen. Sie verteilen sich über die Wahlbezirke wie folgt:
| Partei        | Zentrum | Osten | Norden | Süden | Gesamt |
| ------------- | ------- | ----- | ------ | ----- | ------ |
| CSV           | 7       | 3     | 4      | 7     | 21     |
| DP            | 5       | 2     | 2      | 3     | 12     |
| LSAP          | 2       | 1     | 1      | 6     | 10     |
| Die Grünen    | 4       | 1     | 1      | 3     | 9      |
| ADR           | 1       | 0     | 1      | 2     | 4      |
| Die Linke     | 1       | 0     | 0      | 1     | 2      |
| Piratenpartei | 1       | 0     | 0      | 1     | 2      |
| Insgesamt:    | 21      | 7     | 9      | 23    | 60     |

Die reguläre Mandatsperiode dauert fünf Jahre und wird daher voraussichtlich 2023 enden.

## Aktuelle Abgeordnete
Diese Liste umfasst die 60 aktuellen Kammerabgeordneten mit Stand Ende Januar 2023. Aufgrund der Unvereinbarkeit eines Parlamentsmandats mit einem Sitz in der Regierung wurden bei der konstituierenden Sitzung am 30. Oktober 2018 nur 45 der gewählten Abgeordneten vereidigt, nicht aber diejenigen, die als Kabinettsmitglied ein Mandat erringen konnten. Nachdem die neue Regierung am 5. Dezember ihre Amtsgeschäfte aufgenommen hatte, folgten Guy Arendt und Fernand Etgen, die dem Kabinett nicht mehr angehörten, die Nachrücker der übrigen 13 sowie von zwei weiteren, die ihr Mandat wieder niedergelegt hatten, um in die Regierung zu wechseln.
Im Zuge des Nachrückverfahrens kam ein weiteres Unvereinbarkeitskriterium zum Tragen, aufgrund dessen nahe Verwandte nicht gleichzeitig Mitglied der Kammer sein dürfen. Betroffen waren mit den Brüdern Henri und Martin Kox zwei Grüne, die in unterschiedlichen Bezirken kandidiert hatten, jeweils auf die erste Nachrückposition gekommen und anschließend aufgerückt waren. Schließlich verzichtete Martin, der ältere der beiden, zugunsten von Henri, der bereits seit 2004 ein Mandat innehatte. Wäre es zu keiner Einigung gekommen, hätte das Los entschieden.
In der Spalte „Funktion“ finden sich zum einen die Vorsitzenden der Fraktionen. Es gibt sie insbesondere bei den größeren Parteien, nicht bei der ADR und den Piraten, bei den Linken erst seit Mai 2021. Außerdem eingetragen sind die Mitglieder des Parlamentspräsidiums, „Büro“ genannt. Es setzt sich zusammen aus dem Parlamentspräsidenten, seinen drei Stellvertretern, neun weiteren Mitgliedern. Hinzu kommen sechs Abgeordnete, die unterstützend tätig werden können sowie ein Generalsekretär,
Laurent Scheeck.
| Bild | Name                   | Fraktion/Gruppe | Wahlbezirk | Funktion                                                         | Anmerkung                                                            |
| ---- | ---------------------- | --------------- | ---------- | ---------------------------------------------------------------- | -------------------------------------------------------------------- |
|      | Diane Adehm            | CSV             | Zentrum    |                                                                  |                                                                      |
|      | Semiray Ahmedova       | Grüne           | Süden      |                                                                  | seit 8. Oktober 2019 NR für Roberto Traversini                       |
|      | Guy Arendt             | DP              | Zentrum    |                                                                  | seit 6. Dezember 2018 zuvor Staatssekretär                           |
|      | Simone Asselborn-Bintz | LSAP            | Süden      |                                                                  | seit 21. Januar 2020 NR für Alex Bodry                               |
|      | André Bauler           | DP              | Norden     |                                                                  |                                                                      |
|      | Gilles Baum            | DP              | Osten      | Fraktionsvorsitz seit 5. Februar 2020 für Eugène Berger          |                                                                      |
|      | Simone Beissel         | DP              | Zentrum    | Präsidium                                                        |                                                                      |
|      | François Benoy         | Grüne           | Zentrum    |                                                                  |                                                                      |
|      | Djuna Bernard          | Grüne           | Zentrum    | Vizepräsidentin seit 10. Oktober 2019 für Henri Kox              | seit 6. Dezember 2018 NR für Sam Tanson                              |
|      | Dan Biancalana         | LSAP            | Süden      |                                                                  |                                                                      |
|      | Tess Burton            | LSAP            | Osten      |                                                                  | seit 6. Dezember 2018 NR für Nicolas Schmit                          |
|      | Myriam Cecchetti       | Linke           | Süden      | Fraktionsvorsitz seit 19. Mai 2021                               | seit 19. Mai 2021 NR für Marc Baum                                   |
|      | Sven Clement           | Piraten         | Zentrum    |                                                                  |                                                                      |
|      | Francine Closener      | LSAP            | Zentrum    |                                                                  | seit 3. Dezember 2019 NR für Marc Angel                              |
|      | Frank Colabianchi      | DP              | Zentrum    |                                                                  | seit 6. Dezember 2018 NR für Xavier Bettel                           |
|      | Yves Cruchten          | LSAP            | Süden      | Präsidium Fraktionsvorsitz seit 5. Januar 2022 für Georges Engel | seit 6. Dezember 2018 NR für Dan Kersch                              |
|      | Mars Di Bartolomeo     | LSAP            | Süden      | Vizepräsident                                                    |                                                                      |
|      | Emile Eicher           | CSV             | Norden     |                                                                  |                                                                      |
|      | Félix Eischen          | CSV             | Süden      |                                                                  |                                                                      |
|      | Stéphanie Empain       | Grüne           | Norden     |                                                                  | seit 6. Dezember 2018 NR für Claude Turmes                           |
|      | Jeff Engelen           | ADR             | Norden     |                                                                  |                                                                      |
|      | Fernand Etgen          | DP              | Norden     | Präsident                                                        | seit 6. Dezember 2018 zuvor Minister                                 |
|      | Paul Galles            | CSV             | Zentrum    |                                                                  |                                                                      |
|      | Chantal Gary           | Grüne           | Osten      |                                                                  | seit 23. Oktober 2019 NR für Henri Kox                               |
|      | Léon Gloden            | CSV             | Osten      |                                                                  |                                                                      |
|      | Marc Goergen           | Piraten         | Süden      |                                                                  |                                                                      |
|      | Gusty Graas            | DP              | Süden      |                                                                  | seit 6. Dezember 2018 NR für Claude Meisch                           |
|      | Max Hahn               | DP              | Süden      |                                                                  |                                                                      |
|      | Jean-Marie Halsdorf    | CSV             | Süden      |                                                                  |                                                                      |
|      | Marc Hansen            | Grüne           | Süden      |                                                                  | seit 6. Dezember 2018 NR für Félix Braz nach Verzicht von Martin Kox |
|      | Martine Hansen         | CSV             | Norden     | Präsidium                                                        |                                                                      |
|      | Carole Hartmann        | DP              | Osten      |                                                                  | seit 6. Dezember 2018 NR für Lex Delles                              |
|      | Cécile Hemmen          | LSAP            | Zentrum    |                                                                  | seit 4. Februar 2020 NR für Franz Fayot                              |
|      | Max Hengel             | CSV             | Osten      |                                                                  | seit 11. Januar 2022 NR für Françoise Hetto-Gaasch                   |
|      | Aly Kaes               | CSV             | Norden     |                                                                  |                                                                      |
|      | Fernand Kartheiser     | ADR             | Süden      | Präsidium                                                        |                                                                      |
|      | Nancy Arendt           | CSV             | Süden      |                                                                  |                                                                      |
|      | Dan Kersch             | LSAP            | Süden      |                                                                  | seit 11. Januar 2022 zuvor Minister NR für Georges Engel             |
|      | Fred Keup              | ADR             | Süden      |                                                                  | seit 15. Oktober 2020 NR für Gaston Gibéryen                         |
|      | Pim Knaff              | DP              | Süden      |                                                                  | seit 4. Februar 2020 NR für Eugène Berger                            |
|      | Claude Lamberty        | DP              | Zentrum    |                                                                  | seit 21. Januar 2020 NR für Joëlle Elvinger                          |
|      | Marc Lies              | CSV             | Zentrum    |                                                                  |                                                                      |
|      | Josée Lorsché          | Grüne           | Süden      | Fraktionsvorsitz Präsidium                                       |                                                                      |
|      | Charles Margue         | Grüne           | Zentrum    |                                                                  |                                                                      |
|      | Georges Mischo         | CSV             | Süden      |                                                                  |                                                                      |
|      | Octavie Modert         | CSV             | Osten      |                                                                  |                                                                      |
|      | Laurent Mosar          | CSV             | Zentrum    | Präsidium                                                        |                                                                      |
|      | Lydia Mutsch           | LSAP            | Süden      | Präsidium                                                        | seit 6. Dezember 2018 NR für Jean Asselborn zuvor Ministerin         |
|      | Nathalie Oberweis      | Linke           | Zentrum    |                                                                  | seit 19. Mai 2021 NR für David Wagner                                |
|      | Lydie Polfer           | DP              | Zentrum    | Präsidium                                                        |                                                                      |
|      | Roy Reding             | ADR             | Zentrum    |                                                                  |                                                                      |
|      | Viviane Reding         | CSV             | Zentrum    |                                                                  |                                                                      |
|      | Gilles Roth            | CSV             | Süden      | Fraktionsvorsitz seit 1. Juli 2022 für Martine Hansen            |                                                                      |
|      | Jean-Paul Schaaf       | CSV             | Norden     |                                                                  | seit 21. Oktober 2020 NR für Marco Schank                            |
|      | Marc Spautz            | CSV             | Süden      | Vizepräsident                                                    |                                                                      |
|      | Jessie Thill           | Grüne           | Zentrum    |                                                                  | seit 19. Januar 2022 NR für Carlo Back                               |
|      | Carlo Weber            | LSAP            | Norden     |                                                                  | seit 4. Januar 2022 NR für Claude Haagen                             |
|      | Serge Wilmes           | CSV             | Zentrum    |                                                                  |                                                                      |
|      | Claude Wiseler         | CSV             | Zentrum    | Präsidium                                                        |                                                                      |
|      | Michel Wolter          | CSV             | Süden      |                                                                  |                                                                      |

## Gewählt, Mandat nicht angenommen
Unter den 15 Gewählten, die bei der konstituierenden Sitzung am 30. Oktober 2018 als amtierendes Regierungsmitglied nicht vereidigt worden waren, erklärten 13 später den Verzicht auf ihren Sitz in der Kammer. 12 von ihnen waren in das neue Kabinett berufen worden, lediglich Nicolas Schmit nahm das Mandat nicht an, da er beabsichtigte, für einen Sitz bei der Europawahl im Mai 2019 zu kandidieren. Seit Juli 2019 war er Mitglied des EU-Parlaments. Die 13 Nachrücker traten ihr Mandat am 6. Dezember 2018 an, ebenso Guy Arendt und Fernand Etgen, die aus der Regierung ausgeschieden waren. Auch Dan Kersch hatte seinen Sitz ursprünglich nicht angenommen und war Minister geworden. Im Januar 2022 legte er dieses Amt nieder, um doch noch sein Abgeordnetenmandat wahrzunehmen.
| Bild | Name               | Wahlbezirk | Fraktion/Gruppe | Nachrücker        |
| ---- | ------------------ | ---------- | --------------- | ----------------- |
|      | Jean Asselborn     | LSAP       | Süden           | Lydia Mutsch      |
|      | François Bausch    | Grüne      | Zentrum         | Carlo Back        |
|      | Xavier Bettel      | DP         | Zentrum         | Frank Colabianchi |
|      | Félix Braz         | Grüne      | Süden           | Marc Hansen       |
|      | Corinne Cahen      | DP         | Zentrum         | Joëlle Elvinger   |
|      | Carole Dieschbourg | Grüne      | Osten           | Henri Kox         |
|      | Pierre Gramegna    | DP         | Süden           | Eugène Berger     |
|      | Claude Meisch      | DP         | Süden           | Gusty Graas       |
|      | Nicolas Schmit     | LSAP       | Osten           | Tess Burton       |
|      | Etienne Schneider  | LSAP       | Zentrum         | Franz Fayot       |
|      | Romain Schneider   | LSAP       | Norden          | Claude Haagen     |
|      | Claude Turmes      | Grüne      | Norden          | Stéphanie Empain  |

## Ehemalige Abgeordnete
Bei Abgeordneten, die ihr Mandat niedergelegt haben, um ins Kabinett zu wechseln, ist unter „niedergelegt“ das Datum der Vereidigung als Regierungsmitglied angegeben.
| Bild | Name                   | Fraktion/Gruppe | Wahlbezirk | Vereidigt am                                | Niedergelegt am                                                      | Grund                                 | Nachrücker             |  |
| ---- | ---------------------- | --------------- | ---------- | ------------------------------------------- | -------------------------------------------------------------------- | ------------------------------------- | ---------------------- |  |
|      | Marc Angel             | LSAP            | Zentrum    | 30. Oktober 2018                            | Dezember 2019                                                        | Wechsel ins EU-Parlament              | Francine Closener      |  |
|      | Carlo Back             | Grüne           | Zentrum    | 6. Dezember 2018 NR für François Bausch     | Januar 2022                                                          | Rückzug aus der Politik               | Jessie Thill           |  |
|      | Marc Baum              | Linke           | Süden      | 30. Oktober 2018                            | 18. Mai 2021                                                         | Rotationsprinzip                      | Myriam Cecchetti       |  |
|      | Eugène Berger          | DP              | Süden      | 6. Dezember 2018                            | 21. Januar 2020                                                      | verstorben                            | Pim Knaff              |  |
|      | Alex Bodry             | LSAP            | Süden      | 30. Oktober 2018                            | 21. Januar 2020                                                      | Wechsel zum Staatsrat                 | Simone Asselborn-Bintz |  |
|      | Lex Delles             | DP              | Osten      | 30. Oktober 2018                            | 5. Dezember 2018                                                     | Wechsel in die Regierung              | Carole Hartmann        |  |
|      | Georges Engel          | LSAP            | Süden      | 30. Oktober 2018                            | 5. Januar 2022, war Fraktionsvorsitzender und Mitglied des Präsidium | Wechsel in die Regierung              | Dan Kersch             |  |
|      | Joëlle Elvinger        | DP              | Zentrum    | 6. Dezember 2018 NR für Corinne Cahen       | 31. Dezember 2019                                                    | Wechsel zum Europäischen Rechnungshof | Claude Lamberty        |  |
|      | Franz Fayot            | LSAP            | Zentrum    | 6. Dezember 2018                            | 5. Februar 2020                                                      | Wechsel in die Regierung              | Cécile Hemmen          |  |
|      | Gaston Gibéryen        | ADR             | Süden      | 30. Oktober 2018                            | 15. Oktober 2020                                                     | Rückzug aus der Politik               | Fred Keup              |  |
|      | Claude Haagen          | LSAP            | Norden     | 6. Dezember 2018                            | 3. Januar 2022                                                       | Wechsel in die Regierung              | Carlo Weber            |  |
|      | Françoise Hetto-Gaasch | CSV             | Osten      | 30. Oktober 2018                            | Januar 2022                                                          | Rückzug aus der Politik               | Max Hengel             |  |
|      | Henri Kox              | Grüne           | Osten      | 6. Dezember 2018; NR für Carole Dieschbourg | 11. Oktober 2019; war Vizepräsident                                  | Wechsel in die Regierung              | Chantal Gary           |  |
|      | Marco Schank           | CSV             | Norden     | 30. Oktober 2018                            | 22. Oktober 2020                                                     | Rückzug aus der Politik               | Jean-Paul Schaaf       |  |
|      | Sam Tanson             | Grüne           | Zentrum    | 30. Oktober 2018                            | 5. Dezember 2018                                                     | Wechsel in die Regierung              | Djuna Bernard          |  |
|      | Roberto Traversini     | Grüne           | Süden      | 30. Oktober 2018                            | 6. Oktober 2019                                                      | Rückzug aus der Politik               | Semiray Ahmedova       |  |
|      | David Wagner           | Linke           | Zentrum    | 30. Oktober 2018                            | 18. Mai 2021                                                         | Rotationsprinzip                      | Nathalie Oberweis      |  |